# اوروشا
اوروشا (انگلیسی: Urusha) یک شهرک در بخش سکووردینسکی استان آمور کشور روسیه است.